# Sonic highways
Sonic highways is achtste album van Foo Fighters. Het kwam uit op 10 november 2014 en is net als het vorige album geproduceerd door Butch Vig.

## Concept
Het album is opgenomen op acht verschillende locaties in acht verschillende steden in de Verenigde Staten. Elk nummer is ook geïnspireerd op de muzikale geschiedenis van die stad. In oktober en november was een bijbehorend televisieprogramma gemaakt door Dave Grohl te zien in de VS onder de titel Foo Fighters: Sonic highways. Het programma gaat in op de muziekgeschiedenis van de steden waar het album is opgenomen.

## Tracklist
| 1.                 | Something from nothing               | Chicago     | 4:48 |
| 2.                 | The feast and the famine             | Arlington   | 3:49 |
| 3.                 | Congregation                         | Nashville   | 5:11 |
| 4.                 | What did I do?" / "God as my witness | Austin      | 5:43 |
| 5.                 | Outside                              | Joshua Tree | 5:14 |
| 6.                 | In the clear                         | New Orleans | 4:03 |
| 7.                 | Subterranean                         | Seattle     | 6:07 |
| 8.                 | I am a river                         | New York    | 7:08 |
| Totale duur: 42:03 |                                      |             |      |

## Ontvangst
Sonic highways werd gemengd tot positief ontvangen door critici. Na 31 recensies kreeg het album op Metacritic een score van 68 uit 100.